# 佐屋町
佐屋町（さやちょう）は、かつて愛知県西部の海部郡にあった町である。出身著名人に加藤高明がいる。

## 歴史
1906年（明治39年）、海東郡の佐依木村と八幡村が合併して海東郡佐屋村が誕生した。1913年（大正2年）、海東郡と海西郡が合併して海部郡佐屋村となった。1955年（昭和30年）、佐屋村と市江村が合併して佐屋町となり、1956年（昭和31年）には永和村の一部を編入した。
2005年（平成17年）4月1日、同郡佐織町、立田村、八開村と合併して愛西市となった。合併後の人口は約65,000人になり、新市役所は旧佐屋町役場に設置された。自治体名としての佐屋町は消滅したが、地名としては現存している。

## 地理
- 河川：善太川

### 隣接していた自治体
- 愛知県津島市、海部郡蟹江町、弥富町、立田村

## 行政
- 町長：大島一郎（2003年2月4日 - 2005年3月31日）

## 教育

### 高等学校
- 愛知県立佐屋高等学校

### 中学校
- 佐屋町立佐屋中学校
- 佐屋町立永和中学校

### 小学校
- 佐屋町立佐屋小学校
- 佐屋町立佐屋西小学校
- 佐屋町立市江小学校
- 佐屋町立永和小学校

## 交通

### 鉄道路線
- JR東海
  - 関西本線：永和駅
- 名古屋鉄道
  - 尾西線：佐屋駅 - 日比野駅

### 道路
- 高速自動車国道
  - 東名阪自動車道（佐屋町内にインターチェンジ入口はなし）
- 一般国道
  - 国道155号
- 主要地方道
  - 愛知県道29号弥富名古屋線
  - 愛知県道40号名古屋蟹江弥富線
- 一般県道
  - 愛知県道105号富島津島線
  - 愛知県道109号子宝愛西線
  - 愛知県道113号鹿伏兎大井線
  - 愛知県道114号津島蟹江線
  - 愛知県道125号佐屋多度線
  - 愛知県道458号一宮弥富線